# Manuel da Silva Passos
Manuel da Silva Passos (* 5. Januar 1801 in Bouças (Matosinhos); † 16. Januar 1862 in Santarém) war ein Rechtsanwalt und Politiker aus Porto. Er war ein bedeutender Führer der Setembristen und mehrere Male Minister in verschiedenen portugiesischen Regierungen. Als solcher hat er eine Reihe von entscheidenden Reformen in Portugal initiiert.

## Leben

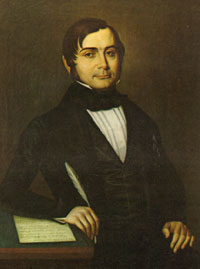
Manuel Passos

Manuel da Silva Passos studierte Jura an der Universität Coimbra und praktizierte als Rechtsanwalt in Porto, wo der Setembrismus seinen größten Rückhalt hatte. Er wurde als Abgeordneter aus Porto in das portugiesische Parlament, die Cortes, gewählt und erlangte dort, während der cartistischen Regierungen der Jahre 1834 bis 1836 schnell die Statur eines Oppositionsführers.
1836 kam es in Lissabon zur so genannten Septemberrevolution. Die cartistische Regierung des Herzogs von Terceira hatte das Parlament auflösen und Neuwahlen ausschreiben lassen. Bei diesen gewannen – wohl aufgrund von Wahlbetrug – die Cartisten, nur in Porto und Viseu wurden setembristische Abgeordnete gewählt, darunter in Porto auch Manuel Passos. Das Wahlergebnis spiegelte jedoch wohl nicht die wahre Stimmung im Volk wider, denn als die setembristischen Abgeordneten aus Porto mit Passos an ihrer Spitze am 9. September 1836 in Lissabon eintrafen (die neuen Cortes sollten am 11. September eröffnet werden), wurden sie dort von der Bevölkerung begeistert empfangen. Die Nationalgarde putschte daraufhin gegen die Regierung Terceira, unterstellte sich den Setembristen und proklamierte die Wiedereinführung der Verfassung von 1822. Terceira schickte Truppen gegen die Aufständischen, diese verbrüderten sich jedoch mit der Nationalgarde. Als Königin Maria II. sah, dass es nicht möglich war, den Aufstand zu unterdrücken, entschloss sie sich schweren Herzen eine setembristische Regierung zu ernennen, in die Passos als „Minister des Königreiches“ (ministro do reino) eintrat. Passos reformierte insbesondere das Schulwesen des Landes, berühmte Institutionen wie die Akademie der Schönen Künste und das Nationaltheater werden von ihm gegründet.
Nachdem ein Putschversuch der Königin und der mit ihr verbündeten Cartisten scheiterte (die sog. Belenzada, benannt nach dem Königspalast von Belém, einem Vorort von Lissabon, in dem sich die Königin zusammen mit ihren cartistischen Verschwörern verschanzt hatte), wurde schließlich der Markgraf von Sá da Bandeira, ein weiterer bedeutender Führer der Setembristen, Regierungschef. Manuel Passos spielte als Finanz- und Justizminister weiterhin eine herausragende Rolle in der Regierung. Er schuf in dieser Zeit die Grundlagen für das in seinen Grundzügen bis heute unveränderte portugiesische Steuersystem und erarbeitete, zusammen mit seinem älteren Bruder José, ein modernes Verwaltungsverfahrensgesetz (código administrativo).
Durch seine mutigen, zum Teil aber seiner Zeit weit vorauseilenden Reformen, hatte sich Manuel Passos selbst unter den Setembristen viele Gegner gemacht. Diese nutzten die ab 1837 tagende verfassunggebenden Cortes als Podium gegen Passos. Er resignierte und suchte, der politischen Intrigen und Ränkespiele müde, nach einem Vorwand, um sich aus der aktiven Politik zurückziehen zu können. Diesen fand er, als die verfassunggebende Versammlung die Schaffung der Posten von Staatssekretären ablehnte, die zuvor von Passos vorgeschlagen wurden. Passos reichte daraufhin am 10. Mai 1837 seinen Rücktritt ein, den die Königin, der er persönlich unsympathisch war, nur zu gerne annahm. Er saß dann noch bis zur cartistischen Machtübernahme 1842 durch den Putsch des Markgrafen von Tomar als Senator in der zweiten Kammer des Parlaments, spielte aber in der portugiesischen Politik keine besondere Rolle mehr. Die setembristische Bewegung verlor dadurch einen ihrer herausragenden und charismatischsten Führer.
Siehe auch: Geschichte Portugals, Zeittafel Portugal
| Personendaten    | Personendaten                              |
| ---------------- | ------------------------------------------ |
| NAME             | Passos, Manuel da Silva                    |
| KURZBESCHREIBUNG | portugiesischer Rechtsanwalt und Politiker |
| GEBURTSDATUM     | 5. Januar 1801                             |
| GEBURTSORT       | Bouças (Matosinhos)                        |
| STERBEDATUM      | 16. Januar 1862                            |
| STERBEORT        | Santarém                                   |